# عبد الله الربيع
عبد الله الربيع (1950 - 18 نوفمبر 2015)، ممثل سعودي. من أبرز ممثلي محافظة الأحساء. مثل في العديد من المسلسلات بالإشتراك مع الممثل إبراهيم جبر.

## من أعماله

### المسلسلات
- 1988 م / 1408 هـ: عائلة أبو كلش (البطولة) عرض على التلفزيون السعودي وهو من إنتاج محطة تلفزيون الدمام.
- 1989 م / 1410 هـ: خزنة (البطولة) عرض على التلفزيون السعودي في شهر رمضان وهو من إنتاج محطة تلفزيون الدمام.
- 1995 م / 1415 هـ: حامض حلو (البطولة ) عرض على التلفزيون السعودي في شهر رمضان بمسمى مختلف (صور شعبية) لمدة 10 دقائق بدون ظهور العنصر النسائي وعرض مرة أخرى على التلفزيون السعودي بنفس مسماه حامض حلو مع الوقت الحقيقي للحلقة 35 إلى 40 دقيقة وهو من إنتاج محطة تلفزيون الدمام.
- بتشوفون شي (البطولة).
- 2003 م / 1424 هـ: الدنيا بخير وعرض على التلفزيون السعودي مرة واحدة فقط، وكانت الحلقة تعرض قبل صلاة العشاء بمقدار 5 إلى 10 دقائق تعرض كل حلقة مجزأة في 3 أيام.
- 2005 م / 1426 هـ: مجاديف الأمل (ممثل) عرض على التلفزيون السعودي، وهو من إنتاج التلفزيون السعودي.
- 2008 م / 1429 هـ: صارت واستوت هذا المسلسل صور في منطقة الأحساء.[3]